# Ali Youssef
Ali Youssef (arabe : علي يوسف), né le 5 août 2000 à Göteborg, est un footballeur international tunisien qui évolue au poste d'avant-centre au Apollon Limassol.

## Biographie
Né en Suède, Ali Youssef possède la double nationalité suèdo-tunisienne du fait de ses origines,.

### Carrière en club
Initialement formé au Färjenäs IF (sv), à Göteborg, Youssef rejoint le principal club de la ville, le BK Häcken, à l'âge de douze ans,,. Intégré à l'équipe première à l'approche de la saison 2019, Youssef signe son premier contrat professionnel avec le club en juin 2019, le liant à Häcken jusqu'en 2023, alors qu'il était courtisé par plusieurs autres clubs, à l'image du Malmö FF.
Youssef fait ses débuts avec Häcken le 28 juillet 2019, se voyant titularisé lors d'un match d'Allsvenskan contre le Djurgårdens IF.
Le 26 janvier 2025, il signe au Apollon Limassol jusqu'en mai 2027.

### Carrière en sélection
Appelé une première fois en équipe de Tunisie olympique en août 2019, pour une double rencontre en septembre contre le Cameroun, Youssef décline cependant cette première sélection, se concentrant sur son parcours en club, figurant également dans la liste élargie des espoirs suédois vers la même période.
Plus tard la même année, Youssef est sélectionné en équipe de Suède des moins de 20 ans, marquant deux buts pour ses débuts le 14 octobre 2019, lors d'une victoire contre la Norvège (3-2).
En mai 2021, il est appelé pour la première fois en équipe nationale tunisienne par Mondher Kebaier, aux côtés d'autres jeunes binationaux jugés prometteurs, à l'image de Sebastian Tounekti, Hannibal Mejbri ou Omar Rekik,,,. Il fait ses débuts avec la sélection tunisienne le 5 juin 2021, entrant en jeu lors de la victoire en match amical contre la République démocratique du Congo à Radès (1-0),.